# Selinopsis
Selinopsis es un género de plantas  pertenecientes a la familia Apiaceae. Comprende 2 especies descritas.

## Taxonomía
El género fue descrito por Coss. & Durieu y publicado en Flore analytique et synoptique de l'Algérie et de la Tunisie 139, 141. 1904[1905]. La especie tipo no ha sido designada.

## Algunas especies
A continuación se brinda un listado de las especies del género Selinopsis descritas hasta julio de 2013, ordenadas alfabéticamente. Para cada una se indica el nombre binomial seguido del autor, abreviado según las convenciones y usos.
- Selinopsis foetida Coss. & Durieu ex Munby
- Selinopsis montana Coss. & Durieu ex Munby